# Tyrod Taylor
Tyrod Di'allo Taylor (nascido em 3 de agosto de 1989) é um quarterback do futebol americano que joga no 2022 da NFL. Ele foi o quarterback titular de Virginia Tech Hokies desde o início da temporada de 2008 até o Orange Bowl de 2011. Ele foi escolhido pelo Baltimore Ravens na sexta rodada do Draft da NFL de 2011 e serviu como reserva do quarterback Joe Flacco, inclusive durante a vitória do Ravens no Super Bowl XLVII sobre o San Francisco 49ers. Taylor assinou com o Buffalo Bills como um agente livre em 2015, assumindo a titularidade nessa temporada. Ele faria uma aparição no Pro Bowl antes de ser negociado com os Browns em março de 2018. Em 20 de setembro, Taylor caiu com uma aparente concussão. Isso deu a Baker Mayfield sua estreia na NFL.

## Carreira na Escola Secundária
Na Hampton High School, em Hampton, na Virgínia, Taylor era atleta em três esportes: futebol americano, basquete e atletismo. No futebol americano, ele ajudou a liderar a equipe como quarterback, ao mesmo tempo em que se tornou kicker e safety do time. Durante seus quatro anos como titular, ele levou o time a um recorde de 34-4. Ele acumulou 7.690 jardas de ataque e marcou 100 touchdowns, quebrando todos os recordes de Anthony Mastrocola. Ele passou para 5.144 jardas e 44 touchdowns, enquanto corria para 2.546 jardas e 56 touchdowns.
Quando Taylor se formou em Hampton em 2007, ele foi classificado como o quarterback de duas estrelas no Rivals.com. A ESPN.com classificou-o como o quarterback número 3, enquanto Scout.com disse que ele é o sétimo melhor passador do país..
Taylor ficou entre Virginia Tech e a Universidade da Flórida e, eventualmente, optou por ir para Virginia Tech.

## Carreira na Faculdade

### Primeiro ano
Durante o primeiro ano de Taylor, ele dividiu a titularidade durante a maior parte da temporada com o outro quarterback, Sean Glennon.
A primeira ação de Taylor no futebol universitário veio no jogo contra os LSU Tigers em 8 de setembro de 2007. Nesse jogo, Taylor completou 7 de 18 passes para 62 jardas, correu por 44 jardas em nove tentativas, incluindo seu primeiro touchdown. Depois desse jogo, Tyrod foi nomeado titular pelo treinador Frank Beamer. Em sua primeira partida como titular contra Ohio Bobcats, Tyrod jogou por 287 jardas, adicionando um touchdown corrido.
Uma das primeiras honras de Taylor foi correndo para 92 jardas e um touchdown, bem como passando para 204 jardas e dois touchdowns na liderança de Virginia Tech para sua primeira vitória contra Florida State em duas décadas. A vitória foi a primeira de Frank Beamer contra o treinador de Florida State, Bobby Bowden.
Em 13 de outubro, no segundo quarto de um jogo contra Duke Blue Davils, Taylor sofreu uma entorse no tornozelo que o obrigou a perder dois jogos. Taylor retornou em um jogo contra Georgia Tech, mas não foi titular pelo resto da temporada e rodou a posição com o titular Sean Glennon.
Ao longo da temporada, Taylor acumulou 1.356 jardas, incluindo 927 passes e 429 corridas. Ele completou um percentual de 53,7% de passes. Ele marcou 11 touchdowns durante o ano, cinco passando e seis correndo.

### Segundo ano

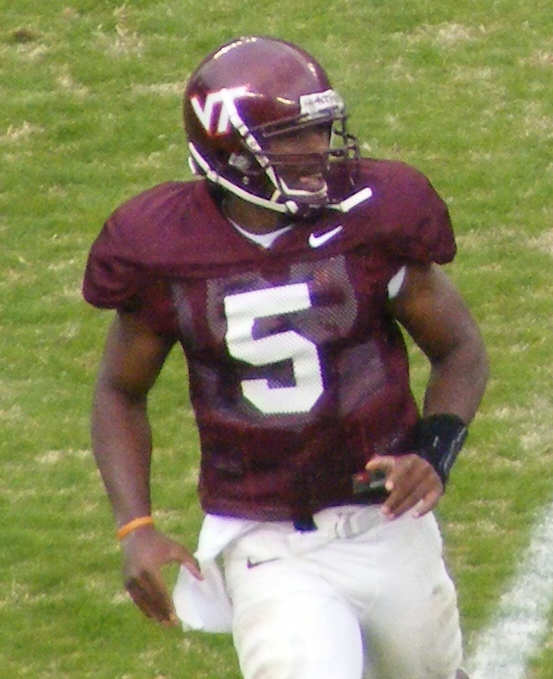
Taylor com o Hokies em 2008

Na temporada de 2008, o primeiro jogo de Taylor na temporada veio no segundo jogo contra Furman Paladins, onde ele correu para 112 jardas e um touchdown. Sua primeira partida no seu segundo ano veio na semana seguinte contra Georgia Tech.
Depois de iniciar todos os jogos da temporada de 2008, Taylor sofreu uma entorse de tornozelo na primeira jogada contra Florida State. O seu reserva, Glennon, começou a partida contra o Miami Hurricane, Taylor dividiu o tempo com ele e liderou uma campanha crucial no quarto período, porém ele foi sacado em uma 4th para 3 com menos de dois minutos para terminar o jogo. Após essa derrota, Taylor começou como titular contra Duke. Depois de cometer cinco turnovers no primeiro tempo, ele foi retirado do jogo e substituído por Sean Glennon. Taylor começou jogando na próxima semana contra Virgínia Cavaliers. Ele se apresentou bem, incluindo uma corrida de 73 jardas. Ele teve 12 passes para 137 jardas e um touchdown, e correu 16 vezes para 137 jardas. Ele também começou jogando na vitória do ACC Championship sobre Boston College e foi nomeado o MVP do jogo. Em 1 de janeiro de 2009, ele levou os Hokies a uma vitória por 20-7 sobre o Cincinnati  Bearcats no Orange Bowl de 2009. No geral, ele terminou sua segunda temporada com 1.036 jardas passadas com dois touchdowns e sete interceptações.

### Terceiro Ano
Durante sua terceira temporada, Taylor levou os Hokies a um recorde de 9-3 na temporada regular e um 2º lugar na Divisão Costeira da ACC. Os Hokies jogaram contra Tennessee Volunteers no Chick-fil-A Bowl de 2009 e ganhou por 37-14, terminando com um recorde final de 10-3. Depois de subir ao 4º lugar no ranking, eles perderam os jogos de ida e volta contra Georgia Tech e North Carolina, mas terminou a temporada em 10º lugar nas votações da AP e da USA Today no Top 25. Na temporada de 2009, ele terminou com 2.311 jardas de passes, 13 touchdowns e cinco interceptações. Depois de sua terceira temporada, ele teve um recorde de 23-5 em Virginia Tech, ele conquistou o recorde de segundo quarterback com mais vitórias de todos os tempos na universidade.

### Último ano

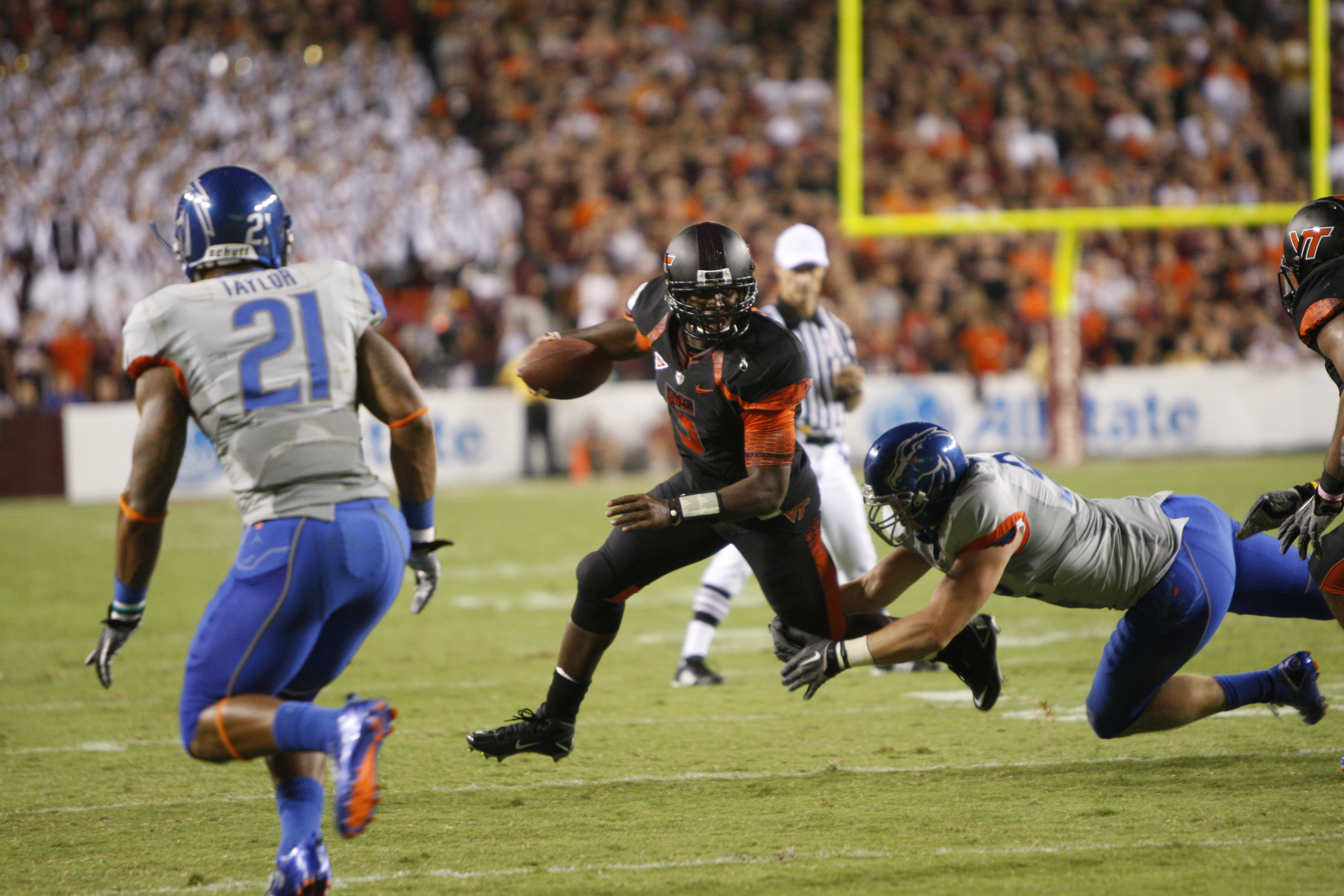
Taylor luta contra o Estado de Boise

A última temporada de Taylor começou com duas derrotas dolorosas para o Boise State no FedExField e em casa para James Madison Dukes. Taylor fez 15 passes para 186 jardas e dois touchdowns, juntamente com 73 jardas correndo, contra Boise State, mas acabou perdendo o jogo. No entanto, Taylor levou os Hokies a uma notável temporada de recuperação, vencendo 11 jogos consecutivos após o início de 0-2. Os Hokies de 2010 tornou-se o primeiro time da ACC a terminar com um recorde invicto de 8-0 na ACC em 10 anos. Eles se tornaram campeões da ACC pela quarta vez em sete temporadas com uma vitória por 44 a 33 sobre Florida State em Charlotte. No geral, em sua temporada final de colegial, ele teve 2.743 jardas de passes, 24 touchdowns e cinco interceptações. Taylor terminou a temporada regular como Jogador do Ano da ACC e MVP da final da ACC.
Taylor participou do East-West Shrine Game de 2011. Ele completou quatro de seus cinco passes para 59 jardas.

### Estatísticas da Faculdade
| Ano      | G  | GS | Passando | Passando | Passando | Passando | Passando | Passando | Passando | Correndo | Correndo | Correndo | Correndo |
| Ano      | G  | GS | Cmp      | Att      | Yds      | TD       | Int      | Pct      | Rtg      | Att      | Yds      | Avg      | TD       |
| -------- | -- | -- | -------- | -------- | -------- | -------- | -------- | -------- | -------- | -------- | -------- | -------- | -------- |
| 2007     | 11 | 5  | 72       | 134      | 927      | 5        | 3        | 53.7     | 119.7    | 102      | 429      | 4.2      | 6        |
| 2008     | 12 | 10 | 99       | 173      | 1,036    | 2        | 7        | 57.2     | 103.2    | 147      | 738      | 5.0      | 7        |
| 2009     | 13 | 13 | 136      | 243      | 2,311    | 13       | 5        | 56.0     | 149.4    | 106      | 370      | 3.5      | 5        |
| 2010     | 14 | 14 | 188      | 315      | 2,743    | 24       | 5        | 59.7     | 154.8    | 146      | 659      | 4.5      | 5        |
| Carreira | 50 | 42 | 495      | 865      | 7,017    | 44       | 20       | 57.2     | 137.5    | 501      | 2,196    | 4.4      | 23       |

## Carreira profissional
| Altura                           | Peso  | Comprimento do braço | Tamanho de mão | Corrida de 40 yard | Corrida de 10-yd | Corrida de 20-yd | 20-ss  | 3-cone | Salto Vertical |
| -------------------------------- | ----- | -------------------- | -------------- | ------------------ | ---------------- | ---------------- | ------ | ------ | -------------- |
| 1.85 m                           | 98 kg | 0,82 m               | 0,25 m         | 4.51 s             | 4.09 s           | 6.78 s           | 0.95 m | 3.20 m | 15 m           |
| Todos os valores da NFL Combine. |       |                      |                |                    |                  |                  |        |        |                |

### Baltimore Ravens

#### Temporada de 2011
No Draft da NFL de 2011, Taylor foi selecionado na sexta rodada com a escolha geral de número 180 pelo Baltimore Ravens. Ele foi o 11º quarterback a ser selecionado naquele ano. Os Ravens o selecionaram como quarterback, apesar do fato de que muitas das outras 31 equipes acreditarem que ele seria mais adequado a ser um wide receiver. Ele fez o touchdown vencedor do jogo na semana 3 da pré-temporada. Ele fez um passe para Brandon Jones de nove jardas com 37 segundos restantes. Depois de fazer parte da lista final de 53 jogadores, Taylor ganharia a posição de quarterback reserva e passaria sua temporada de estreia no banco do quarterback Joe Flacco.
Taylor jogou seu primeiro jogo da temporada regular em 4 de dezembro de 2011 em uma vitória sobre o Cleveland Browns. Ele correu para duas jardas. Ele também jogou em 18 de dezembro e fez seu primeiro passe na temporada regular, foi um touchdown de 18 jardas. Ele também se alinhou como um wide receiver para uma partida contra o Indianapolis Colts.

#### Temporada de 2012
Em 30 de dezembro de 2012, Flacco ficou descansado durante a maior parte do jogo da semana 17 contra o Cincinnati Bengals, oferecendo um tempo de jogo significativo a Taylor. Ele marcou seu primeiro touchdown de carreira no quarto quarto. No entanto, Taylor também lançou uma intercepção crucial para Carlos Dunlap, que ele retornou para um touchdown. Os Ravens perderam o jogo contra os Bengals por 23-17. Taylor, como reserva, ganhou um anel de campeão quando os Ravens venceram o Super Bowl XLVII contra o San Francisco 49ers.

#### Temporada de 2013
Taylor teve uma pré-temporada decente em 2013, quando completou 21 de 36 passes para 263 jardas e quatro touchdowns com duas interceptações. Ele também mostrou sua versatilidade como corredor usando corridas e scrambles para 66 jardas em 15 tentativas. Seu forte desempenho na pré-temporada permitiu que ele mantivesse seu emprego como quarterback reserva dos Ravens pela terceira temporada consecutiva.
Taylor não teve nenhuma ação na temporada de 2013 até a semana 10, em uma vitória contra Cincinnati Bengals. Ele substituiu Flacco e obteve um ganho de 18 jardas, que foi a corrida mais longa de qualquer jogador do Ravens naquele jogo. Na semana 12 contra o New York Jets, Taylor jogou 12 snaps, cinco como quarterback. Ele ganhou sete jardas em quatro corridas, embora ele tenha tido uma primeira descida de 17 jardas no primeiro quarto. Sua metragem total foi derrubada por duas corridas de segundo segundo, onde ele perdeu 13 jardas. Ele também teve uma recepção por seis jardas. Em 22 de dezembro de 2013, Taylor entrou durante uma derrota para o New England Patriots. Em seu primeiro snap, Gino Gradkowski lançou a bola errada e ela foi recuperada pelo New England para um touchdown. Ele terminou perdendo por 41-7, completando 1 passe para duas jardas e uma interceptação que a defesa dos Patriots retornou para um touchdown.

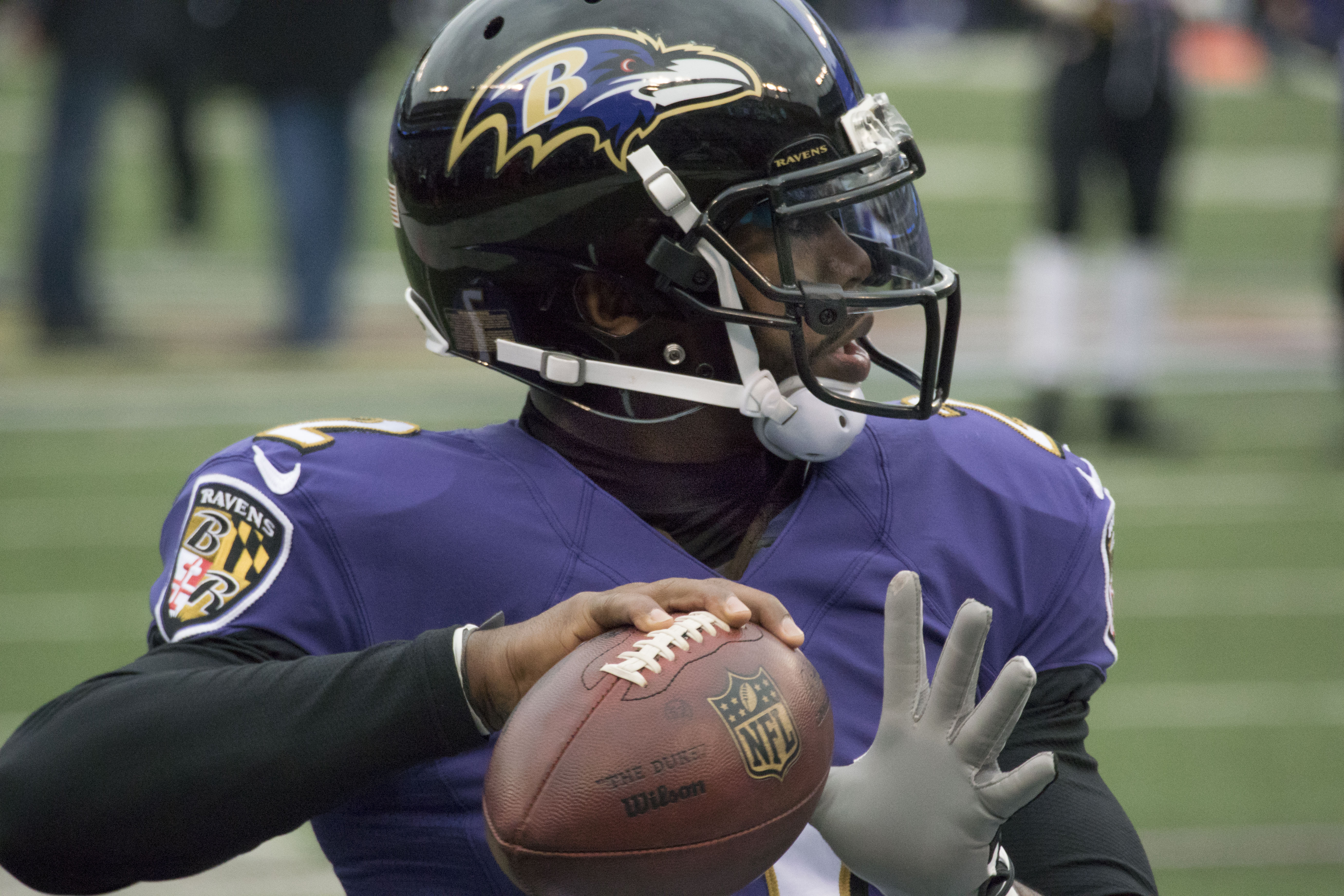
Taylor em sua última temporada com os Ravens

#### Temporada de 2014
A única ação de Taylor na temporada de 2014 foi durante uma vitória na semana 6 de 48 a 17 sobre o Tampa Bay Buccaneers. Taylor entrou durante o quarto quarto para descansar Flacco.

### Buffalo Bills

#### Temporada de 2015
Em 12 de março de 2015, Taylor assinou um contrato de três anos e U$ 3,35 milhões com o Buffalo Bills. Em 31 de agosto de 2015, Taylor foi nomeado como quarterback titular dos Bills para a temporada de 2015 pelo técnico Rex Ryan, vencendo o novato EJ Manuel e o veterano Matt Cassel.

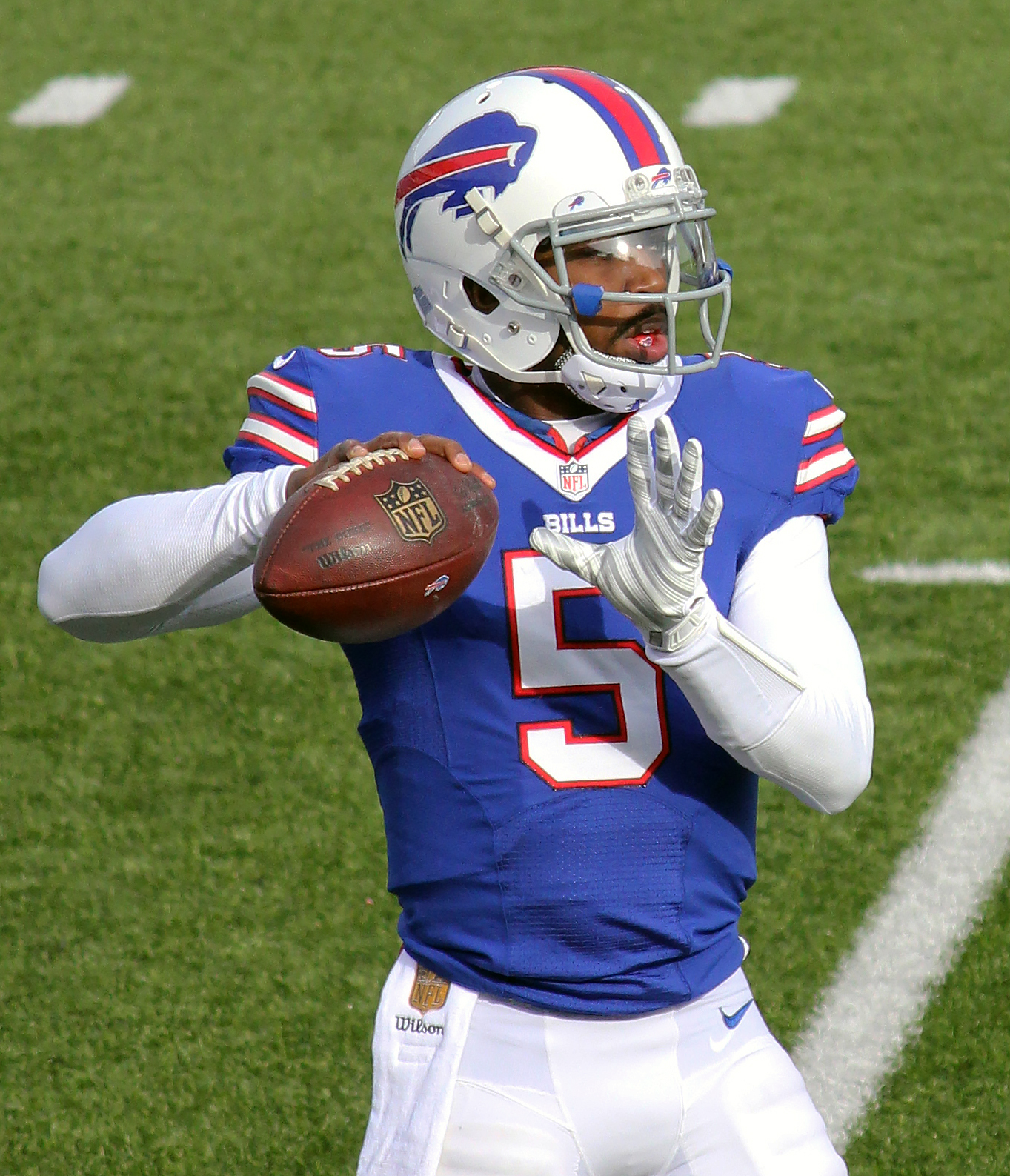
Taylor em sua primeira temporada com o Buffalo Bills em um jogo contra o Houston Texans.

Na semana 1, Taylor completou 14 de 19 passes para 195 jardas e um touchdown, enquanto também correu para 41 jardas, enquanto o Bills venceu o Indianapolis Colts por 27-14. Na semana seguinte, contra o New England Patriots, Taylor completou 23 passes e fez três touchdowns, mas lançou três interceptações em uma derrota por 40 a 32. Taylor também correu para 43 jardas e um touchdown. Taylor teve o melhor jogo de sua carreira até agora em uma vitória por 41-14 sobre o Miami Dolphins. Ele completou 21 passes com três touchdowns e sem interceptações.
Na semana 5, os Bills ganharam do Tennessee Titans e Taylor se tornou apenas o quinto quarterback da história da NFL a lançar para pelo menos 100 jardas, correr para pelo menos 70 jardas e receber um passe em um único jogo. Sua camisa do jogo foi enviada para o Pro Football Hall of Fame
em Canton, Ohio. Na semana seguinte, foi relatado que Taylor havia sofrido uma lesão no MCL durante o jogo, com a expectativa de que ele perderia o jogo contra o invicto Cincinnati Bengals e seria reavaliado na próxima semana.
Taylor voltou à ação na semana 9 e levou os Bills a uma vitória de 33 a 17 sobre o Miami Dolphins. Taylor terminou com 11 passes para 181 jardas e um touchdown, além de um rating de 146.5. Na vitória, Taylor também estabeleceu o recorde de franquia para a porcentagem de conclusão em um único jogo, completando 91,7% de seus passes.
Taylor estabeleceu o recorde de franquia dos Bills para passes consecutivos sem uma interceptação no terceiro quarto de uma vitória na semana 13 contra o Houston Texans. O recorde anterior era de Drew Bledsoe em 2002. A sequencia terminou no último passe do jogo em uma derrota na semana 14 para o Philadelphia Eagles. Os Bills foram eliminados da disputa dos playoffs na semana seguinte, após uma derrota por 35 a 25 para o Washington Redskins. Na semana 16, Taylor estabeleceu o recorde da franquia para a maior quantidade de jardas em uma temporada e ele se tornou o primeiro quarterback dos Bills com mais de 500 jardas correndo em uma temporada. Os Bills terminaram com um recorde de 8-8 no ano.
Taylor terminou a temporada de 2015 completando 63,7% de seus passes, enquanto jogava por mais de 3.000 jardas, com 20 touchdowns para apenas seis interceptações. Ele correu para 568 jardas.

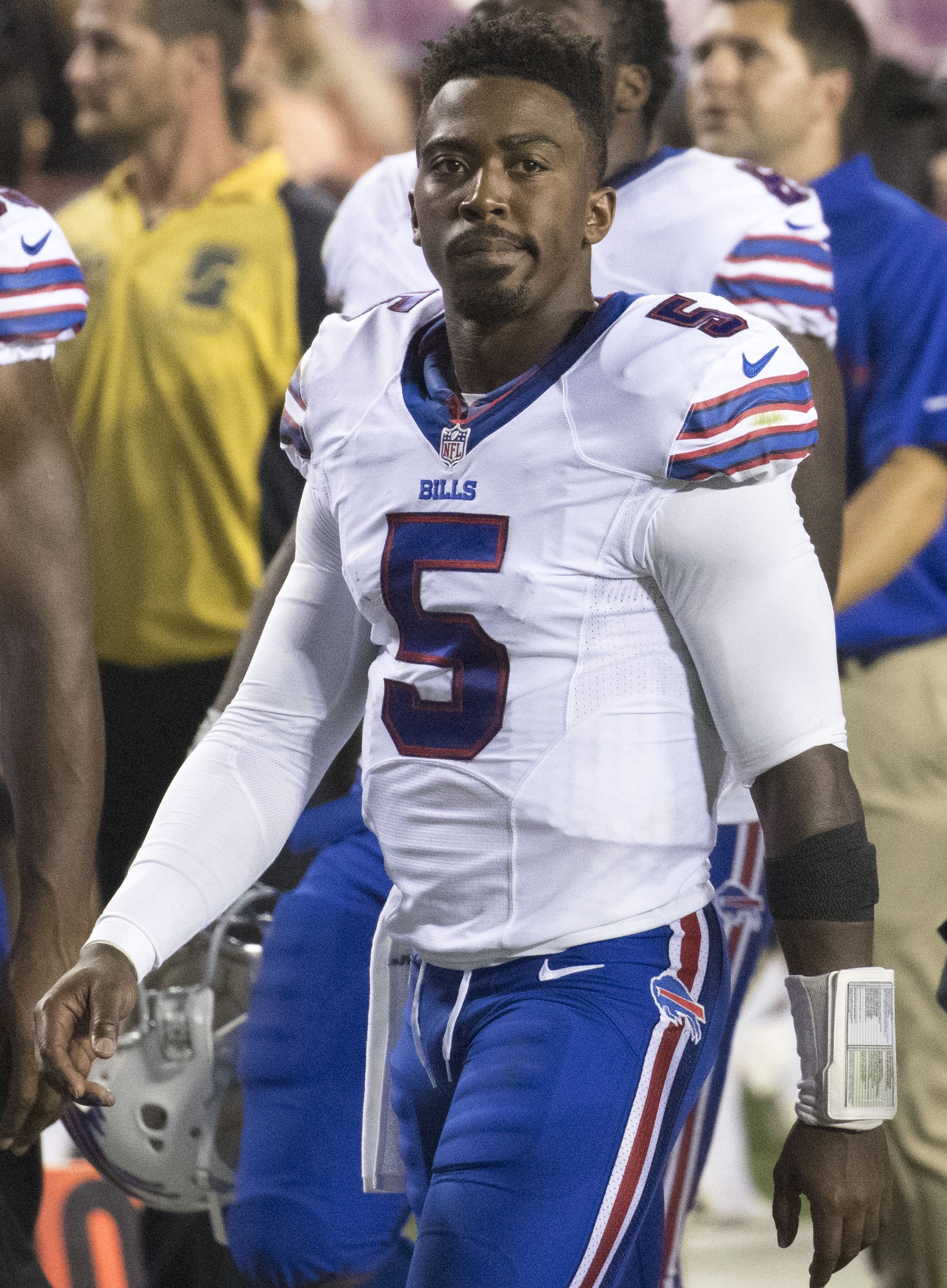
Taylor em 2016

Em 25 de janeiro de 2016, Taylor e seu colega de equipe, Eric Wood, foram selecionados para o Pro Bowl. Eles substituíram o quarterback dos Panthers, Cam Newton, e o center dos Panthers, Ryan Kalil, que estavam jogando no Super Bowl 50. No Pro Bowl, Taylor completou 8 de 14 passes para 120 jardas e um touchdown, mas também jogou três interceptações.

#### Temporada de 2016
Taylor entrou no campo de treinamento como o quarterback titular no último ano de seu contrato original de Bills, como o terceiro ano de seu contrato foi anulado quando ele jogou mais de 50% dos snaps na temporada de 2015. Em 12 de agosto de 2016, Taylor assinou uma extensão de contrato de seis anos no valor de US $ 92 milhões com os Bills. Na véspera de Natal, contra o Miami Dolphins, ele passou para 329 jardas e três touchdowns na derrota por 34-31 no tempo extra. Taylor completou 269 passes para 3.023 jardas e 17 touchdowns com seis interceptações na temporada de 2016. Além disso, ele correu para 580 jardas e seis touchdowns. Ele ficou inativo para o último jogo da temporada devido a uma lesão na virilha que poderia exigir cirurgia. Em 5 de janeiro de 2017, Taylor fez uma cirurgia para reparar um problema muscular central. Taylor foi selecionado como um substituto do Pro Bowl de 2017, no entanto, ele recusou o convite devido a lesão.

#### Temporada de 2017
Após a demissão de Rex Ryan, especulou-se que os Bills trocariam Taylor. No entanto, os Bills e Taylor concordaram em reestruturar seu contrato, mantendo Taylor com a equipe até o final da temporada de 2018. Taylor sofreu uma concussão no início do terceiro jogo de pré-temporada contra o Baltimore Ravens, mas conseguiu se recuperar a tempo de começar no jogo da semana 1 contra o New York Jets.
Durante o jogo da Semana 7 contra o Tampa Bay Buccaneers, Taylor ajudou a levar o Bills a uma vitória no quarto quarto, liderando a equipe em uma campanha de 75 jardas para o touchdown com menos de três minutos do final. Os Buccaneers se atrapalharam com sua próxima posse e os Bills ganhou o jogo com um field goal de Steven Hauschka. Taylor terminou o jogo com 268 jardas e um touchdown, adicionando 53 jardas corridas. Em 2 de novembro, ele teve 29 passes para 285 jardas e dois touchdowns em uma derrota de 31-24 para o New York Jets.
Em 15 de novembro, após uma derrota contra o New Orleans Saints, em que Taylor lançou para apenas 56 jardas, os Bills anunciaram que Taylor iria pro banco em favor do novato, Nathan Peterman. Peterman lançou cinco interceptações durante sua primeira partida e foi substituído por Taylor no começo do segundo tempo. Taylor retornou ao time titular dos Bills na semana 12. Durante a Semana 13 contra os Patriots, Taylor limitou-se a apenas 65 jardas e foi retirado do campo depois de ter agravado uma lesão no joelho sofrida inicialmente no primeiro quarto. Ele ficou substituto por Peterman pelo restante do jogo, com os Bills perdendo por 23-3. Devido à lesão no joelho, Taylor não jogou na Semana 14, retornando como titular na semana 15. Os Bills terminaram a temporada com um recorde de 9-7, indo pros playoffs pela primeira vez desde 1999.

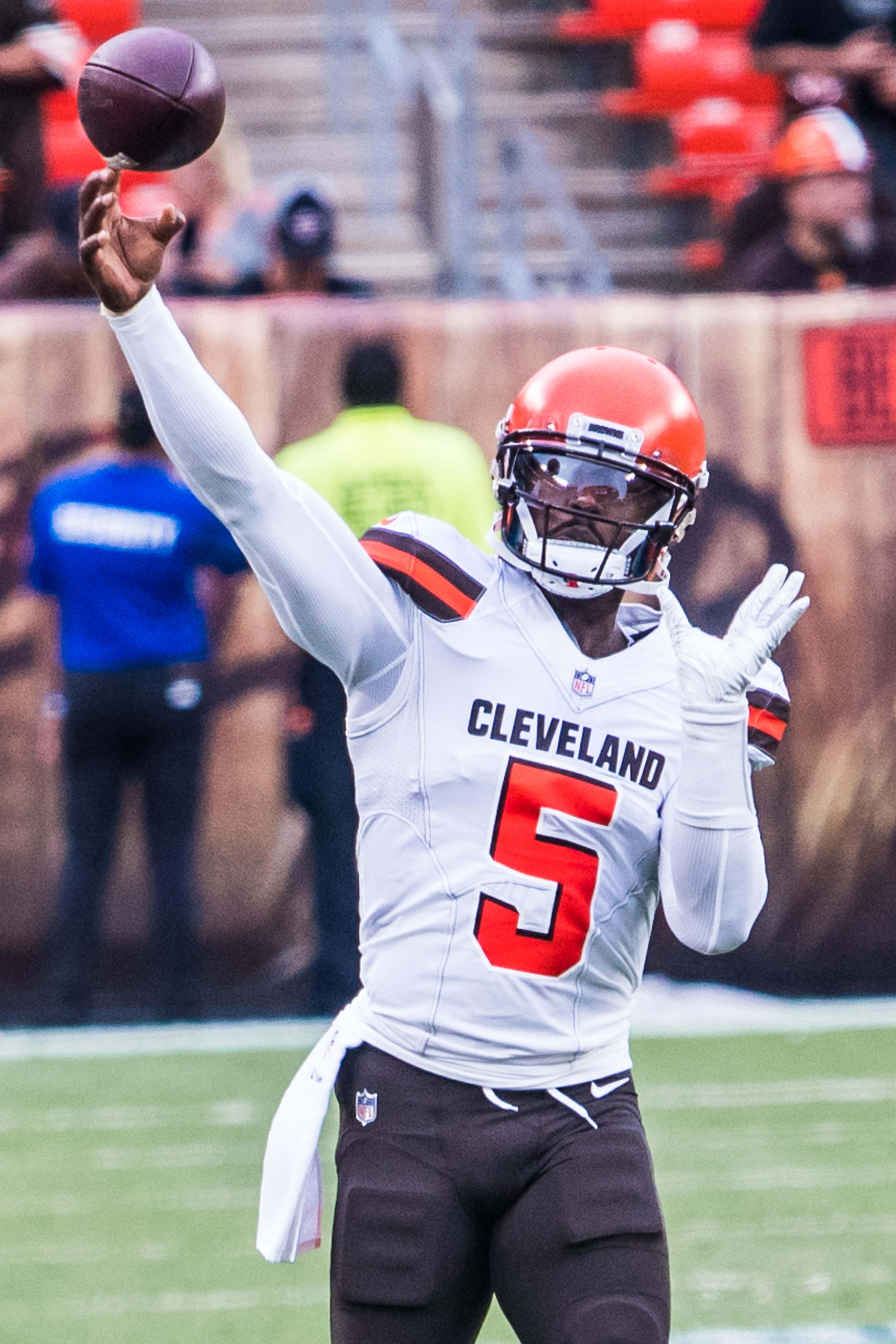
Taylor na pré-temporada em 2018.

No Wild Card contra Jacksonville Jaguars, Taylor teve 134 jardas de passes e uma interceptação na derrota por 10-3.

### Cleveland Browns
Em 9 de março de 2018, os Bills concordaram em negociar Taylor com o Cleveland Browns por um pick da terceira rodada de 2018. O acordo tornou-se oficial cinco dias depois, em 14 de março, no início do ano da NFL.
Apesar de ter selecionado o quarterback Baker Mayfield em primeiro lugar no draft da NFL de 2018, os Browns ficaram com Taylor como o titular. Em sua primeira partida contra o Pittsburgh Steelers, Taylor ajudou os Browns a arrebentar uma sequência de 17 derrotas consecutivas desde 2016, mas o jogo terminou empatado em 21 a 21. Taylor completou 15 passes para 197 jardas, 1 touchdown e 1 interceptação, adicionando 77 jardas correndo e um touchdown.

### Estatísticas de NFL

#### Temporada Regular
| 2011   | BAL   | 3  | 0  | 1   | 1     | 100.0 | 18    | 0  | 0  | 118.7 | 1   | 2     | 2.0  | 0  |
| 2012   | BAL   | 7  | 0  | 17  | 29    | 58.6  | 179   | 0  | 1  | 62.3  | 14  | 73    | 5.2  | 1  |
| 2013   | BAL   | 3  | 0  | 1   | 5     | 20.0  | 2     | 0  | 1  | 0.0   | 8   | 64    | 8.0  | 0  |
| 2014   | BAL   | 1  | 0  | 0   | 0     | 0.0   | 0     | 0  | 0  | 0.0   | 4   | -3    | -0.8 | 0  |
| 2015   | BUF   | 14 | 13 | 242 | 380   | 63.7  | 3,035 | 20 | 6  | 99.4  | 104 | 568   | 5.5  | 4  |
| 2016   | BUF   | 15 | 15 | 269 | 436   | 61.7  | 3,023 | 17 | 6  | 89.7  | 95  | 580   | 6.1  | 6  |
| 2017   | BUF   | 15 | 14 | 263 | 420   | 62.6  | 2,799 | 14 | 4  | 89.2  | 84  | 427   | 5.1  | 4  |
| Total  | Total | 58 | 42 | 793 | 1,271 | 62.4  | 9,056 | 51 | 18 | 91.2  | 310 | 1,711 | 5.5  | 15 |
| Fonte: |       |    |    |     |       |       |       |    |    |       |     |       |      |    |

### Recordes nos Bills
- Maior porcentagem de passes completos em um único jogo (91,7%)
- Mais jardas correndo por um quarterback dos Bills em um único jogo (79)
- Mais jardas correndo por um quarterback dos Bills em uma única temporada (580)
- Maior sequência de passes sem uma interceptação da história dos Bills (222)
- Corrida mais longa por um quarterback dos Bills (49)
- Mais jardas corridas por um quarterback dos Bills (1,575)
- Maior percentual passes completos com 500 ou mais passes lançados (62.6)